# ساتوياما

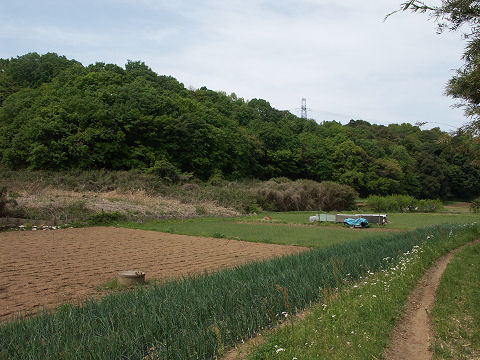

ساتوياما هو مصطلح ياباني يُطلق على المنطقة الحدودية أو المنطقة الواقعة بين التلال السفحية والأراضي المنبسطة الصالحة للزراعة. بالمعنى الحرفي للكلمة، تُترجم كلمة ساتو اليابانية إلى «قرية» وكلمة ياما إلى «تل» أو «جبل». ظهرت ساتوياما نتيجةً لقرون من الأنشطة الزراعية صغيرة النطاق والحراجة.
يمتلك مفهوم ساتوياما عدة تعاريف، إذ يركز التعريف الأول على إدارة المجتمعات المحلية الزراعية للغابات باستخدام تنسيغ الأحراج. خلال فترة إيدو، جُمعت الأوراق الصغيرة والمتساقطة من الغابات المجتمعية لاستخدامها كسماد في حقول الأرز الرطبة، استخدم القرويون أيضًا الخشب في البناء والطبخ والتدفئة. في الآونة الأخيرة، لم يقتصر تعريف مصلح ساتوياما على الغابات المجتمعية المختلطة وحسب، بل شمل أيضًا المناظر الطبيعية المستخدمة في الزراعة. وفقًا لهذا التعريف، تشمل ساتوياما فسيفساء من الغابات المختلطة وحقول الأرز وحقول الأرز الجافة والأراضي العشبية والجداول والبرك وأحواض الري. يستخدم المزارعون الأراضي العشبية لإطعام الخيول والماشية، وتلعب الجداول والبرك والأحواض دورًا مهمًا في ضبط منسوب المياه في حقول الأرز ومزارع الأسماك المستخدمة كمصدر للغذاء.

## السكان والملكية واستخدام الأراضي
لعب التراجع السكاني في القرى دورًا مهمًا في اختفاء ساتوياما من المشهد الطبيعي الياباني. أدى النمو الاقتصادي بين عامي 1955 و1975 إلى خلق ثغرات اجتماعية واقتصادية كبيرة بين المدن والقرى، وأدى أيضًا إلى نزوح سكان القرى الجبلية، إذ أصبحت الحياة هناك أكثر صعوبة نتيجة للظروف الطبيعية كالمنحدرات الحادة والانهيارات الأرضية وتساقط الثلوج. تُعتبر أنماط الملكية عاملًا مهمًا أيضًا، إذ انتشرت الملكية المشتركة لغابات ساتوياما في القرى القريبة منذ بداية القرن التاسع عشر، إذ سُجّلت هذه الغابات حينها لاعتبارات اقتصادية وكنتيجة لبناء المنازل. قُطعت أشجار الغابات نظرًا لقربها من القرى، إذ بقيت الغابات المعمّرة القديمة حتى يومنا هذا (بما في ذلك غابات الزان في المرتفعات) لأنها بعيدة عن القرى. يستخدم السكان الحطب الموجود في غاباتهم الخاصة وفي مزارع الصنوبر للحصول على الوقود. بحلول ستينيات القرن الماضي، استُخدم مصطلح ساتوياما للتعبير عن حقول الأرز والأرض المحروثة والزراعة المتحركة والأراضي العشبية وحقول القش والغابات الثانوية للوقود وغابات الخيزران الضخمة.

## التنوع البيولوجي
توفر بيئة ساتوياما المختلطة أنوعًا متعددة من موائل الحياة البرية بسبب النظام الزراعي الياباني التقليدي الذي يسهل حركة الحيوانات البرية بين مجموعة متنوعة من الموائل. تنتشر هجرة الحيوانات البرية بين البرك وحقول الأرز والأراضي العشبية والغابات وبين القرى. تلعب البرك والأحواض والجداول دورًا مهمًا في بقاء الأنواع المعتمدة على الماء كاليعسوب واليراعات، إذ يقضون المراحل المبكرة من دورة حياتهم في الماء. يزرع الفلاحون أنواع السنديان النفضي مثل السنديان الحاد والسنديان المنشاري بهدف المحافظة على الأشجار النفضية المورقة. يمنع المزارعون تعاقب قطع غابات الغار الكثيفة والمظلمة، إذ يقطعون أشجارها كل 15 أو 20 عامًا للحصول على الفحم والحطب. تعيش العديد من الأنواع النباتية والحيوانية ضمن الغابات النفضية نتيجة للممارسات الإدارية التقليدية في هذه الغابات.

## الخسائر المترتبة على الاختفاء
اختفت ساتوياما بسبب التغيير الجذري السريع في الموارد الطبيعية من الفحم والحطب إلى النفط واستبدال السماد العضوي بالأسمدة الكيماوية. أثرت الشيخوخة السكانية في المجتمع الياباني أيضًا على اختفاء ساتوياما بسبب قلة عدد الأشخاص القادرين على العمل، إذ يخلّ الأشخاص العاملين في ساتوياما بالنظام الحرجي عن طريق تنسيغ الأحراج وحصد الأشجار من أجل الأخشاب والفحم وقطع الشجيرات من أجل الحطب وجمع المخلفات المختلطة لاستخدامها كسماد طبيعي. أحد الأسباب الأخرى لاختفاء ساتوياما هو التدمير المتزايد لغابات الصنوبر الثانوية بعد اجتياح وباء ذبول الصنوبر في سبعينيات القرن الماضي.
هدد اختفاء ساتوياما حياة الحيوانات البرية التي تقطن هذه المناطق. على سبيل المثال، هُددت حياة فراشة نيفاندا فوسكا التي تعيش في بيئة ساتوياما بالخطر جزئيًا بسبب تدهور هذا النظام البيئي. تعيش هذه الفراشة خلال مراحل التعاقب الأولى، وبذلك يتسبب تطور النظم البيئية في فقدان موائل هذا النوع من الفراشات. أدرجت اليابان هذا النوع من الفراشات في القائمة الحمراء للكائنات المهددة بالانقراض، إذ انخفض عددها بنسبة 39% في سجلات محافظات اليابان.

## الحفاظ عليها
خلال ثمانينات وتسعينيات القرن الماضي، نُفذت حركة ساتوياما في اليابان بهدف الحفاظ على البيئة. ومع بداية عام 2001، بدأت أكثر من 500 مجموعة بيئية بالعمل من أجل الحفاظ على ساتوياما. سادت ساتوياما في المنظر الطبيعي الياباني نتيجة للجهود التي بذلتها المجموعات البيئية.
تأسست مبادرة ساتوياما في مقر اليونسكو في باريس في عام 2009، إذ اعتُبرت المبادرة بمثابة جهد عالمي للوصول إلى «مجتمعات منسجمة مع الطبيعة» من خلال الاعتراف بمنظر ساتوياما الطبيعي والمناظر الطبيعية المشابهة في جميع أنحاء العالم والترويج لها كنموذج جيد في الحفاظ على التنوع البيولوجي ورفاه الإنسان. في عام 2010، اعتُرف بمبادرة ساتوياما في المقرر X/32 في مؤتمر الدول الأطراف في اتفاقية التنوع البيولوجي، إذ اعتُبرت المبادرة بمثابة «أداة مفيدة محتملة لزيادة فهم ودعم البيئات الطبيعية التي يتدخل فيها الإنسان لصالح التنوع البيولوجي ورفاه الإنسان» وذلك «بما يتفق وينسجم مع الاتفاقية». أُطلقت الشراكة الدولية لمبادرة ساتوياما في اجتماع مؤتمر الدول الأطراف في اتفاقية التنوع البيولوجي، وعبرت الشراكة عن رأيها في المقرر فقالت إنه «أحد الآليات المستخدمة للقيام بالأنشطة التي اختارتها مبادرة ساتوياما، بما في ذلك جمع وتحليل دراسات الحالة واستخلاص العبر ودعم البحث في مختلف الممارسات المتعلقة بالاستخدام المستدام للموارد البيولوجية. إضافة إلى أنشطة أخرى، كزيادة الوعي ودعم المشاريع والأنشطة على أرض الواقع في البيئات الطبيعية التي يتدخل فيها الإنسان».

## في الثقافة الشعبية
صُوّرت ساتوياما الموجودة في محافظة سايتاما اليابانية في فيلم أنمي تحت اسم «جاري توتورو» بمنتهى الدقة والاهتمام الفني بالتفاصيل، إذ أنتج هذا الفيلم الشهير استوديو غيبلي وأخرجه رئيس الاستديو ومؤسسه هاياو ميازاكي. أثارت قصة بيئة ساتوياما اهتمام الشعب في تلك المناطق، ما عزّز فكرة المحافظة على هذه البيئة في الآونة الأخيرة بفضل الفيلم.
روى ديفيد أتينبارا برنامجًا لمدة ساعة من الزمن تحت اسم «ساتوياما» لصالح هيئة الإذاعة اليابانية في عام 2004.
بدأ مشروع «هيلو!» التابع لشركة «جابانيز أيدول» برنامجًا جديدًا يُدعى «هيلو! حياة ساتوياما»، وهو برنامج تلفزيوني يعرض أعضاء المشروع مثل مورنينغ موسومي وبيريز كوبو وكيوت وإيرينا مانو وسمايلاج وإيكا ميتسوي. يستند هذا البرنامج إلى الزراعة والطبيعة، إذ اختيرت العديد من هذه الفتيات لتصوير مواضيع مختلفة حول الزراعة والطبيعة. بُثّ العرض على تلفزيون طوكيو.
عرض البرنامج الثقافي التلفزيوني الياباني «بيغين جابانولوجي»، الذي يُبّث على هيئة الإذاعة اليابانية العالمية، حلقة كاملة عن ساتوياما في عام 2009.